# Edward Rosenthal
Edward  (Eliasz) Rosenthal (ur. 29 września 1866 w Sempolnie, zm. 23 września 1940 w Łodzi, zginął w Litzmannstadt Getto) – łódzki architekt i nauczyciel, autor projektów budowli w Łodzi. 

## Wykształcenie i praca
Inżynier – technolog. Absolwent Wydziału Mechanicznego Instytutu Technologicznego w Petersburgu (1890). 
Zatrudniony prawdopodobnie od 1897 w zakładach bawełnianych Izraela Poznańskiego przy ul. Ogrodowej 17 w Łodzi (w tym roku wpisany na listę członków Kasy Urzędników). Wykonywał początkowo projekty budynków przemysłowych. Potem projektował inne budynki w Łodzi.
Od 1901 prowadził zajęcia z kreślarstwa w Szkole Przemysłowo–Rękodzielniczej w Łodzi. W 1904 wydał drukiem (w Drukarni K. Brzozowskiego i S–ka)  podręcznik zatytułowany: Wykład praktycznego kreślenia (kurs dla samouków). We wstępie do tego podręcznika pisał, że "były to wykłady na niedzielnych kursach kreślenia przy szkole przemysłowo – rękodzielniczej w Łodzi".
Po I wojnie światowej został dyrektorem tejże szkoły, noszącej już wówczas nazwę Państwowa Szkoła Włókiennicza. Budynki tej szkoły znajdują się do dziś przy ul. Stefana Żeromskiego 113 i nadal jest tam szkoła średnia o profilu włókienniczym. 
Zginął 23 września 1940 w getcie, zamordowany przez hitlerowców w Litzmannstadt Getto. 

## Dorobek twórczy w Łodzi
- oficyna mieszkalna ul. Piotrkowska 183  na posesji L. D. Rosenthala, proj. 1894,  współautorstwo Adolfa Zeligsona,
- kamienica przy ul. Andrzeja 24 (obecnie ul. Andrzeja Struga), proj. 1910,
- prawdopodobnie kamienica przy ul. Radwańskiej 3, proj. 1910 (obie kamienice  przy ul. Andrzeja Struga i Radwańskiej mają podobne detale secesyjne na fasadach),
- oficyny mieszkalne, ul. Piotrkowska 183  na posesji W. Eiznera,  proj. 1911,
- szpital zakładów bawełnianych Izraela Poznańskiego, przy ul. Drewnowskiej, 1912-1914,
- domy robotnicze zakładów Izraela Poznańskiego ul. Ogrodowa 20 (część ostatnia od zachodu), 1913.